# NSS-6
NSS-6 ist ein kommerzieller Kommunikationssatellit der SES World Skies mit Sitz in Den Haag (vormals SES New Skies).

## Missionsverlauf
Im Jahr 2000 bestellte New Skies Satellites den Satelliten als NSS-6 bei Lockheed Martin. Er wurde am 17. Dezember 2002 auf einer Ariane-4-Trägerrakete vom Raumfahrtzentrum Guayana ins All befördert. Er wurde im geostationären Orbit bei 95° Ost stationiert. 2006 wurde New Skies Satellites in SES New Skies und 2009 in SES World Skies umbenannt. Später wurde NSS-6 nach 169° West verschoben.

## Technische Daten
Lockheed Martin baute den Satelliten auf Basis ihres Satellitenbusses der A2100-Serie und rüstete ihn mit 50 Ku-Band-Transpondern aus. Des Weiteren besitzt er 12 Ka-Band Uplink-Spotbeams. Er ist dreiachsenstabilisiert und wiegt ca. 4,7 Tonnen. Außerdem wird er durch zwei große Solarmodule und Batterien mit Strom versorgt und besaß eine geplante Lebensdauer von 15 Jahren, welche er bereits übertroffen hat.